# George Chenier
George Chenier (ur. 14 stycznia 1907 w Hull, Quebec, zm. 16 listopada 1970 w Toronto), snookerzysta kanadyjski, wielokrotny mistrz Ameryki Północnej.
Zainteresował się snookerem w młodości w Ottawie, ale najbardziej podniósł swoje umiejętności podczas pobytu w USA, kiedy w Detroit pracował w obsłudze hotelowej i miał okazję podpatrywać grających gości. Przebywał też w innych miastach amerykańskich, a także m.in. w Vancouver i Montrealu; na stałe osiadł w Toronto.
Od 1948 nieprzerwanie zdobywał tytuł mistrza Ameryki Północnej w snookerze. W 1949 przybył na zaproszenie słynnego Joe Davisa do Anglii i niebawem ustanowił nowy rekord wysokości breaka - 144 punkty. W 1950 wystąpił w snookerowych mistrzostwach świata; pokonał reprezentanta Afryki Południowej Petera Mansa, ale w półfinale przegrał z młodszym bratem Joe Davisa, Fredem. Tytuł przypadł ostatecznie Walterowi Donaldsonowi.
Chenier był również czołowym bilardzistą, zaliczanym do najlepszej piątki graczy na świecie. W 1963 zdobył tytuł mistrza świata w pool bilardzie, pokonując w finale obrońcę tytułu Irvinga Crane'a. W meczu finałowym jako pierwszy uzyskał podczas oficjalnego pojedynku 150 punktów w jednej partii.
W 1966 Chenier doznał ataku serca w czasie turnieju bilardowego. Mimo choroby (miał kłopoty z mową i został częściowo sparaliżowany) do końca życia utrzymał mistrzostwo Ameryki Północnej w snookerze. Zmarł w listopadzie 1970, rok później wpisany został do Hall of Fame sportu kanadyjskiego. Wśród swoich wzorów sportowych Cheniera wymienia inny Kanadyjczyk, Cliff Thorburn.